# Vårt hem – Ryssland

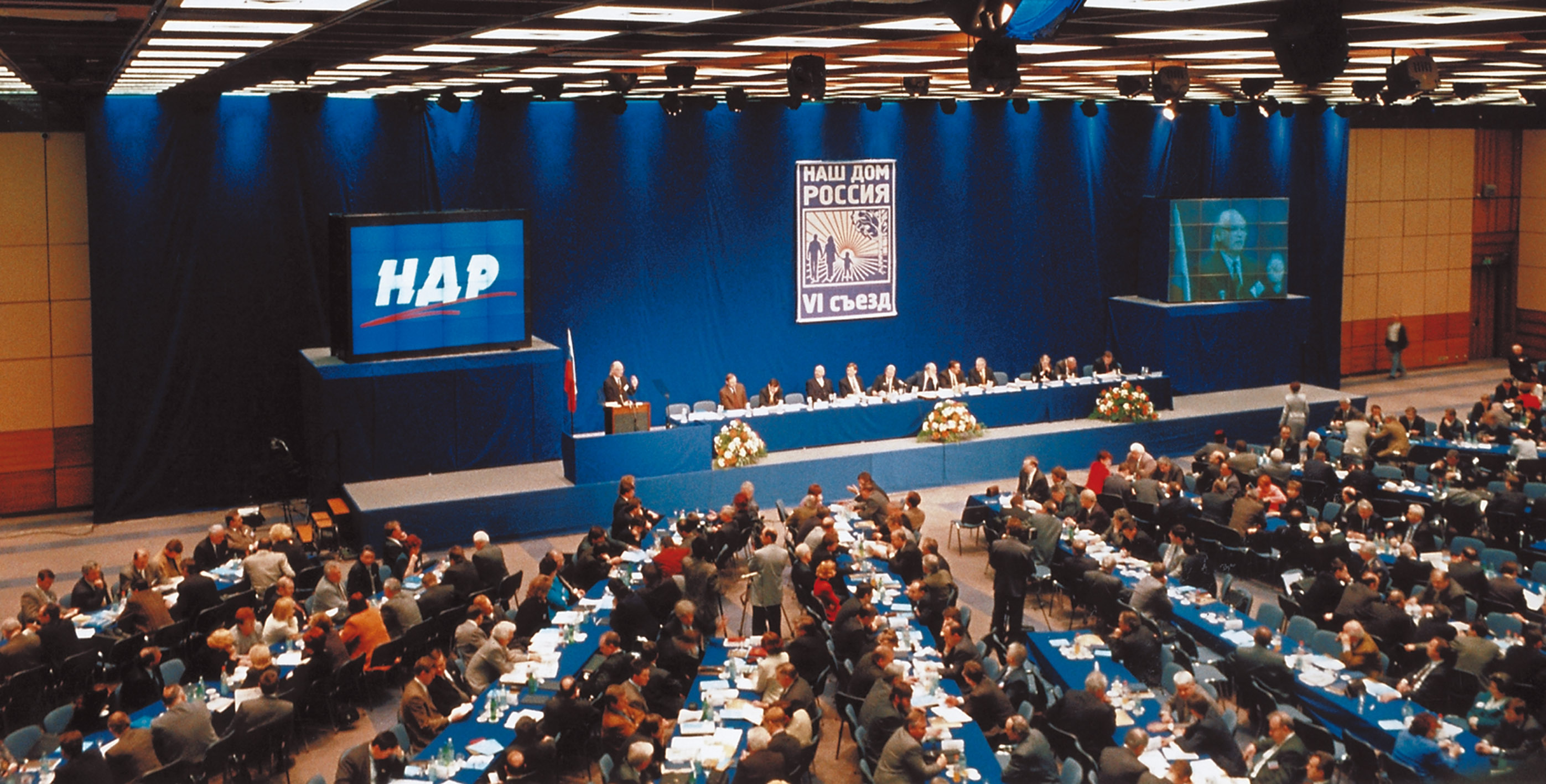
Vårt hem – Rysslands sjätte kongress i april 1999

Vårt hem – Ryssland (ryska: Наш дом – Россия, Nash dom – Rossija) var ett politiskt parti i Ryssland mellan 1995 och 2006.
Ryska federationens president Boris Jeltsin ville 1995 efter amerikansk förebild etablera ett tvåpartisystem och förespråkade grundandet av ett vänsterorienterat valblock. Jeltsins mål var att bekämpa de extremistiska partierna på bägge flyglarna och avlägsna det kommunistiska partiets Gennadij Ziuganov från makten. 
Vårt hem – Ryssland grundades 1995 av den dåvarande premiärministern i Ryssland Viktor Tjernomyrdin. Det var en liberal organisation i den politiska mitten, som grundades med syftet att locka teknokratisk-reformistiska anhängare, vilka lutade åt högerkanten. När det grundades hade Viktor Tjernomyrdin stöd av Boris Jeltsin och en rad ekonomiska aktörer som Rysslands bankförening och Gazprom. Partiet attraherade många framträdande medlemmar av den styrande eliten, och det kallades därför "maktelitens parti". Det blev också känt som oligarkernas parti som uppfattad efterträdare i denna roll till partiet Rysslands demokratiska val. Två andra partier var intresserade av att samarbeta med Vårt hem – Ryssland efter dess grundande: Rysslands agrarparti och Rysslands demokratiska val. Efter det att Viktor Tjernomyrdins kandidatur till en andra period som premiärminister hade avslagits av Statsduman 1998, avvisade dock Vårt hem – Ryssland de andra partiernas inbjudan till samarbete. 
Trots kritik mot Första Tjetjenienkriget spelade Viktor Tjernomyrdin och Vårt hem – Ryssland en central roll för att stödja Jeltsin i dennes återval som Ryska federationens president 1996.
Våren 1998 avskedades Viktor Tjernomyrdin som regeringschef av Boris Jeltsin, och 1999 stödde Jeltsins administration det nyligen bildade partiet Förenade Ryssland i stället för Vårt hem – Ryssland. Detta fick till följd att Vårt hem – Ryssland, som hade 55 platser i Statsduman 1995-1999, endast fick åtta platser i valet i december 1999. Senare fusionerade Vårt hem – Ryssland med Förenade Ryssland.

## Valresultat
| Statsduman | Statsduman   | Statsduman   | Statsduman    | Statsduman   | Statsduman          |
| Valår      | Antal röster | Andel röster | Antal platser | +/–          | Partiledare         |
| ---------- | ------------ | ------------ | ------------- | ------------ | ------------------- |
| 1995       | 7.009.291    | 10,13 %      | 55 av 450     | –            | Viktor Tjernomyrdin |
| 1999       | 790.983      | 1,19 %       | 7 av 450      | ▼ 48 platser | Viktor Tjernomyrdin |

## Medlemmar i urval
- Viktor Tjernomyrdin
- Anatolij Sobtjak
- Ljudmila Narusova
- Vladimir Putin